# Слепченский апостол
Слепченский апостол — среднеболгарский литературный памятник XII века. Он содержит в общей сложности 154 пергаментных листа и представляет собой палимпсест, написанный на более старом, стертом греческом тексте (жития святых) второй половины X века. Греческий текст был смыт, и на тех же листах написан славянский. Славянский текст — это полный выборный апостол, написанный кириллицей на пергамене древним типом письма устав. Он включает месяцеслов, в котором месяцы записаны старыми славянскими названиями. Его издал русский ученый Григорий Ильинский.
Апостол был обнаружен Виктором Григоровичем в 1844 году в Слепченском монастыре в Македонии. В 1877 г. Стефан Веркович привозит его в Россию. Основная часть рукописи сейчас хранится в Санкт-Петербурге (Российская национальная библиотека, F.п. I 101 и 101а; Библиотека РАН, 24.4.6) а другие, более мелкие отрывки находятся в Пловдиве (Национальная библиотека им. Ивана Вазова, № 25), в Москве (Российская государственная библиотека, ф.87 № 14).) и в Киеве (Национальная библиотека Украины, ДА/П.25).
Украшением книги служат выполненные чернилами и киноварью заставки южнославянского типа и инициалы, многие из которых являются образцами «народной тератологии». В XIX в. исследователи пытались прочесть следы первоначального греческого текста с помощью химического реактива, который «проявлял» утраченные письмена, но оставил несмываемые следы на некоторых листах кодекса – это синие пятна, на фоне которых и сейчас можно видеть фрагменты греческого текста, написанного типом письма минускул.
Памятник является хрестоматийным и входит в число основных источников для изучения старославянского языка.